# اوسکورینک
اوسکورینک (به چکی: Oskořínek) یک منطقهٔ مسکونی در جمهوری چک است که در ناحیه نیمبورک واقع شده‌است. اوسکورینک ۵٫۶۲ کیلومتر مربع مساحت و ۵۴۶ نفر جمعیت دارد و ۱۹۳ متر بالاتر از سطح دریا واقع شده‌است.